# Alfonso Sella
Alfonso Sella (* 25. September 1865 in Biella; † 25. November 1907 in Rom) war ein italienischer Physiker.
Sella, der Sohn von Quintino Sella, studierte unter anderem in Göttingen bei Woldemar Voigt. Er war ab 1893 Professor für Experimentalphysik an der Universität Rom. Er befasste sich unter anderem mit Elastizität, Radioaktivität (er war einer der ersten Wissenschaftler in Italien, die Radium und dessen Strahlung untersuchten), Akustik und Kristallographie.
Er war mit Vito Volterra einer der Gründer der Società Italiana per il Progresso delle Scienze und war deren Direktor.